# Leon Dragutinović
Leon Dragutinović, hrvaški gledališki igralec in režiser, * 14. avgust 1873, Zagreb, † 7. marec 1917, Osijek.
Dragutinović je že koncem 19. stoletja organiziral in vodil hrvaška potujoča gledališča. Med obdobjem 1901 do 1910 je igral in tudi režiral v Ljubljani, od 1910 do 1914 je bil umetniški vodja tržaškega Slovenskega gledališča, potem pa ravnatelj gledališča v Osijeku.